# Jetta VS5
Der Jetta VS5 ist ein Sport Utility Vehicle der zu FAW-Volkswagen gehörenden Marke Jetta, das in China vermarktet wird und unterhalb des VS7 positioniert ist.

## Geschichte
Mit der Vorstellung der Marke Jetta am 26. Februar 2019 wurden auch Bilder der ersten beiden Modelle der Marke gezeigt. Neben der Limousine VA3 war dies der VS5. Öffentlichkeitspremiere hatte die Baureihe im April 2019 auf der Shanghai Auto Show. Seit September 2019 wird der VS5 in China verkauft. Eine überarbeitete Version des SUV folgte im Mai 2022 und im März 2024. Die Produktion erfolgt in Chengdu.

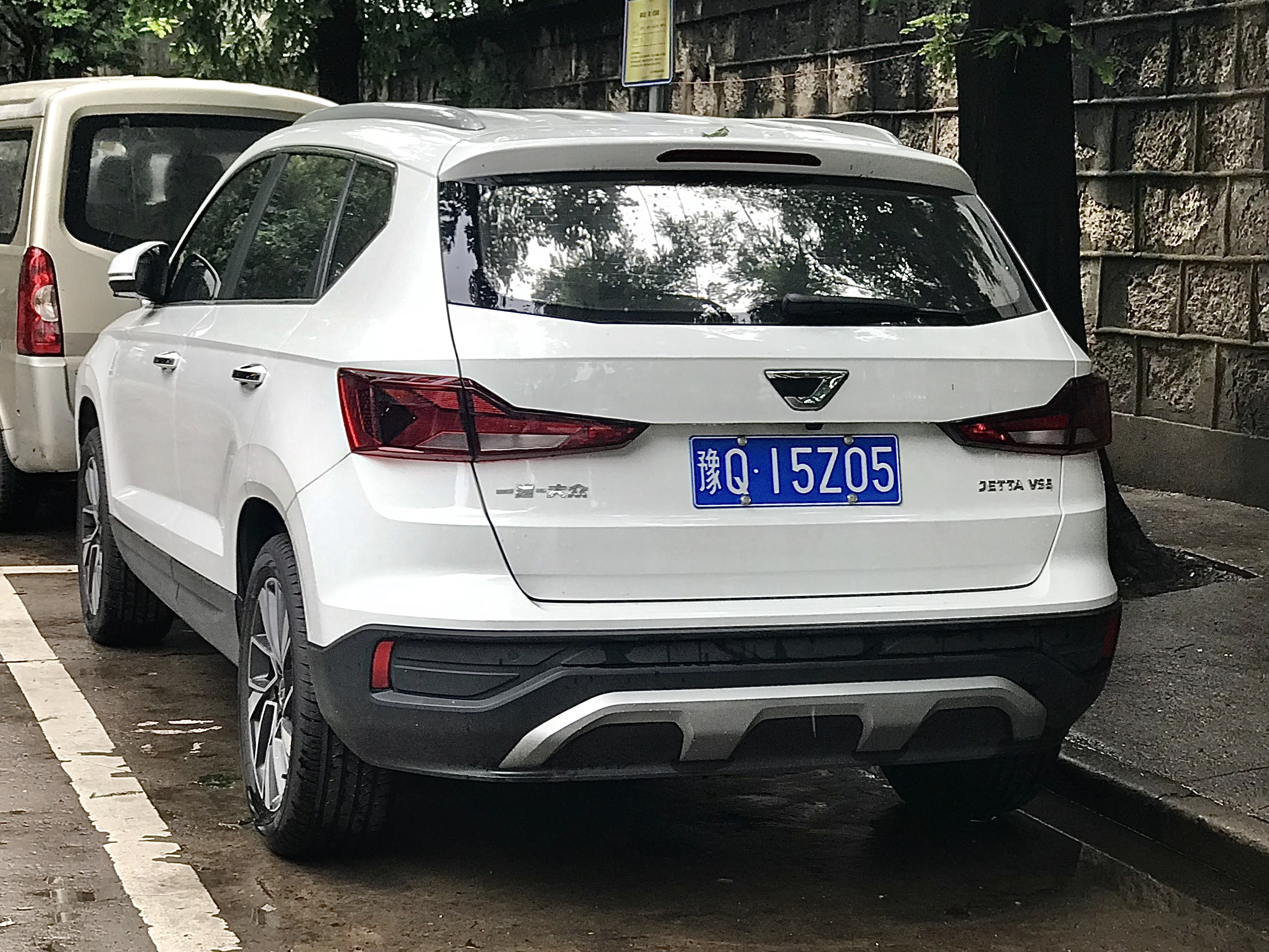
Heckansicht
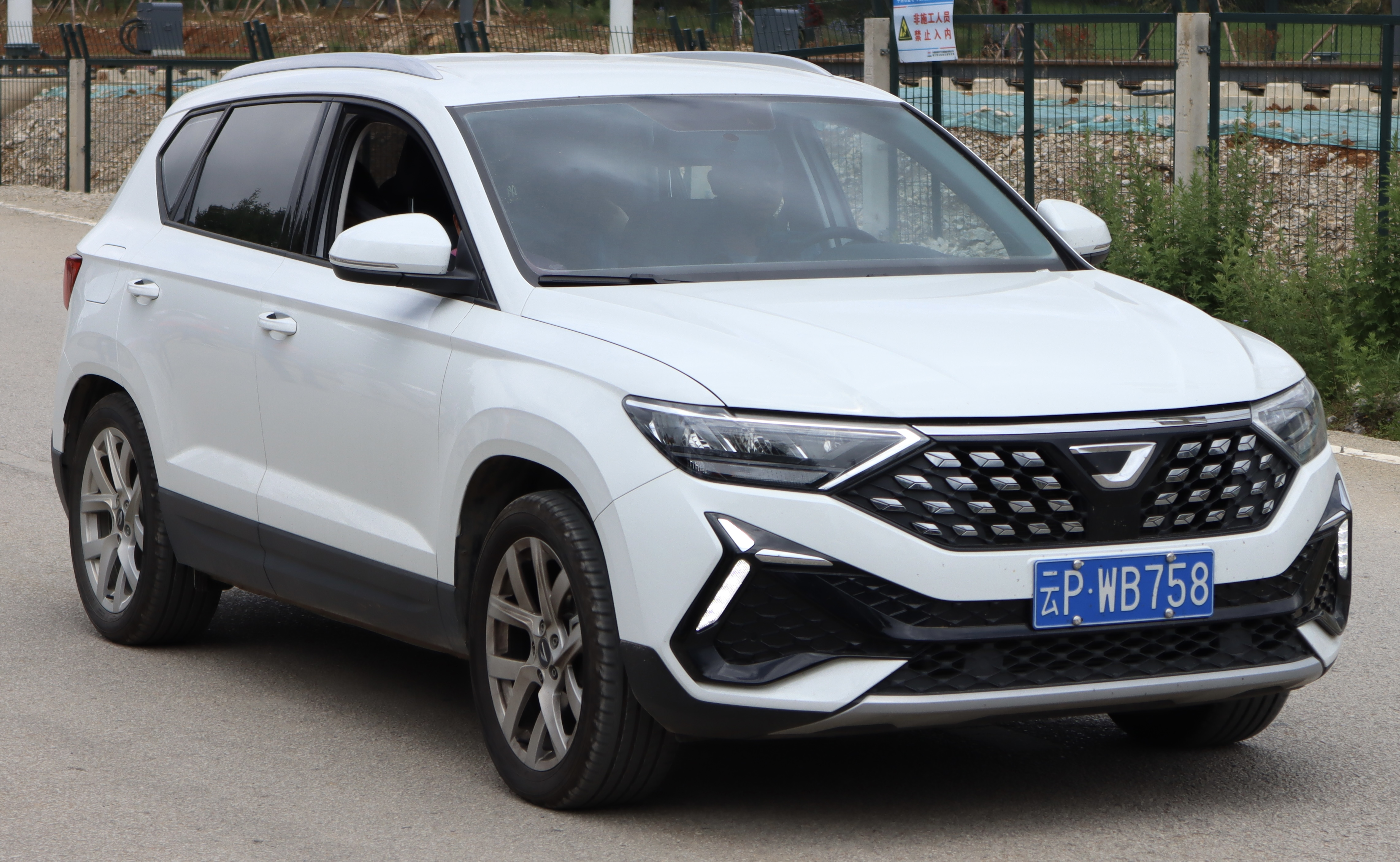
Jetta VS5 (2022–2024)
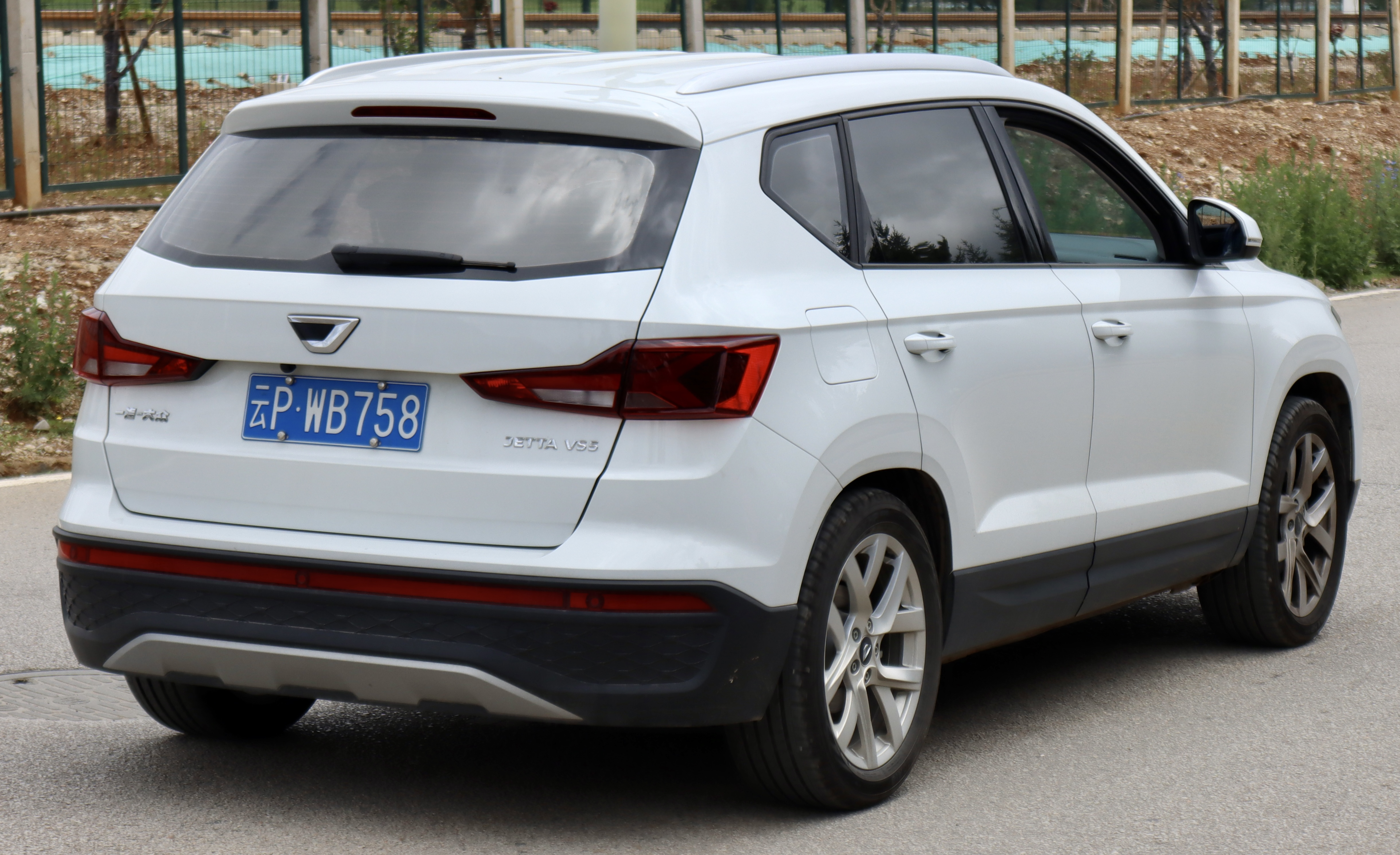
Heckansicht
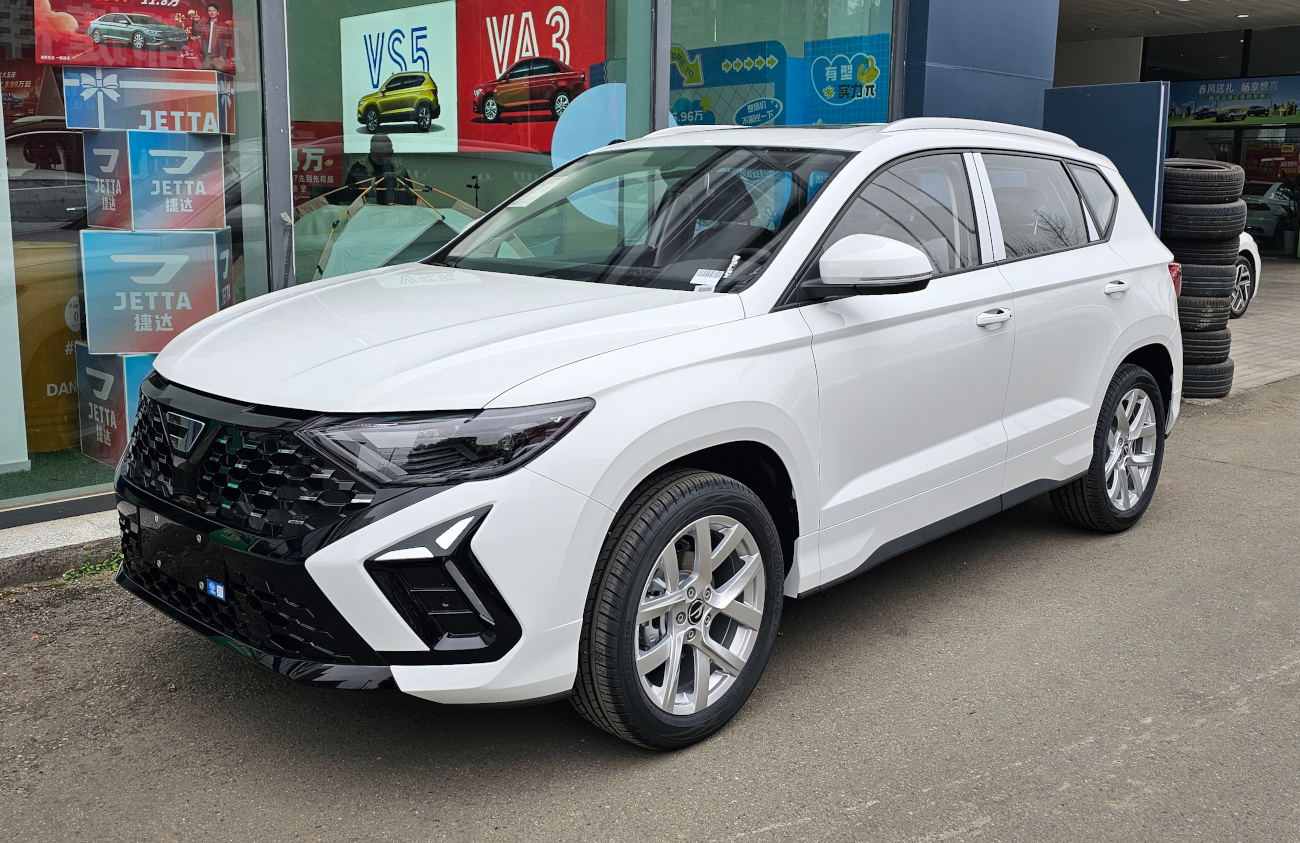
Jetta VS5 (seit 2024)
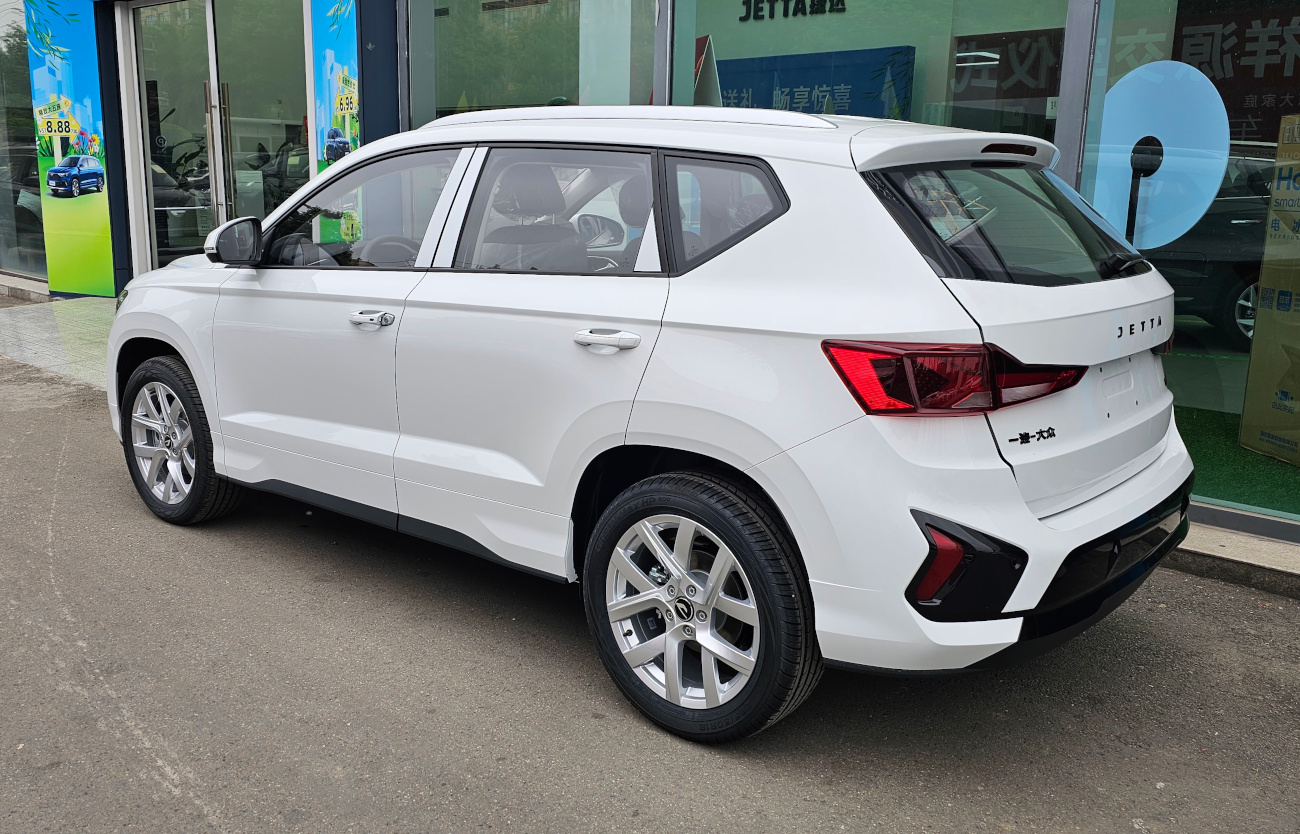
Heckansicht

## Technik
Der VS5 basiert auf dem Modularen Querbaukasten des Volkswagen-Konzerns und nutzt die Technik von Seat Ateca und Škoda Karoq. Angetrieben wird das Fahrzeug ausschließlich von einem 1,4-Liter-TSI-Motor des Typs VW EA211. Er leistet 110 kW (150 PS) und hat ein maximales Drehmoment von 250 Nm. Serienmäßig gibt es ein 5-Gang-Schaltgetriebe, gegen Aufpreis ist ein 6-Stufen-Automatikgetriebe erhältlich. Allradantrieb ist nicht verfügbar.
|                                                  | 280 TSI                          |
| ------------------------------------------------ | -------------------------------- |
| Bauzeitraum                                      | seit 09/2019                     |
| Motorbaureihe                                    | VW EA211                         |
| Motorart                                         | Ottomotor                        |
| Motortyp                                         | Reihenbauart, Direkteinspritzung |
| Zylinder/Ventile                                 | 4/16                             |
| Hubraum                                          | 1395 cm³                         |
| max. Leistung bei min−1                          | 110 kW (150 PS) bei 5000–6000    |
| max. Drehmoment bei min−1                        | 250 Nm bei 1750–3000             |
| Antriebsart, serienmäßig                         | Vorderradantrieb                 |
| Antriebsart, optional                            | —                                |
| Getriebe, serienmäßig                            | 5-Gang-Schaltgetriebe            |
| Getriebe, optional                               | (6-Stufen-Automatikgetriebe)     |
| Beschleunigung, 0–100 km/h                       | 9,0–9,5 s (9,5–10,0 s)           |
| Höchstgeschwindigkeit                            | 175 km/h (170 km/h)              |
| Kraftstoffverbrauch auf 100 km, kombiniert, NEFZ | 6,2 l Super (6,8 l Super)        |
| Kraftstoffverbrauch auf 100 km, kombiniert, WLTP | 6,7 l Super (7,1 l Super)        |
| Tankinhalt                                       | 51 l                             |
| Abgasnorm                                        | China VI                         |